# Spitting Games
"Spitting Games" é o single líder do terceiro álbum da banda Snow Patrol, Final Straw.
Ela foi apresentada em um jogo de videogame chamado MVP Baseball 2004 e númerosos títulos de futebol de 2005. A música foi ainda apresentada em "Everything Changes", o primeiro episódio de Doctor Who e de Torchwood, e mais tarde no episódio "Greeks Bearing Gifts", em 2006. Foi apresentado em um episódio da segunda temporada do drama adolescente chamado One Tree Hill.

## Faixas
- CD:

1. "Spitting Games" – 3:48
2. "Steal" – 2:44
3. "Brave" – 4:12
4. "Spitting Games" (Video)

- 7" Vinil:

1. "Spitting Games" – 3:48
2. "Steal" – 2:44

## Relançamento
"Spitting Games" foi relançado em 12 de Julho de 2004, ambos nos formatos E-CD e 7".

### Faixas
- CD:

1. "Spitting Games" - 3:48
2. "Crazy In Love" (Versão do BBC Live) - 4:25
3. "New Partner" (Versão do BBC Live) - 4:05
4. "Spitting Games" (Versão do BBC Live)

- 7" Vinil:

1. "Spitting Games" - 3:48
2. "Wow" (acústico) - 3:09

- Promo CD

1. "Spitting Games (AAA Mix)" - 3:28

## Paradas musicais
| Paradas                | Ano  | Melhor posição |
| ---------------------- | ---- | -------------- |
| UK Singles Top 75      | 2003 | 54             |
| UK Singles Top 75      | 2004 | 23             |
| UK Airplay Chart       | 2004 | 6              |
| Irlanda Singles Top 50 | 2004 | 41             |
| Modern Rock Tracks     | 2004 | 39             |